# يوري ماتياس
يوري ماتياس (10 فبراير 1995 في البرازيل - ) هو لاعب كرة قدم برازيلي في مركز الدفاع.

## وصلات خارجية
- يوري ماتياس على موقع قاعدة بيانات كرة القدم.إي يو (الإنجليزية)
- يوري ماتياس على موقع Soccerway.com (الإنجليزية)